# Kecamatan Sekampung
Kecamatan Sekampung är ett distrikt i Indonesien.   Det ligger i provinsen Lampung, i den västra delen av landet, 190 km nordväst om huvudstaden Jakarta.